# 63-as villamos (Budapest)
A budapesti 63-as jelzésű villamos a Mexikói út és az Örs vezér tere között közlekedett. A járatot a Budapesti Közlekedési Rt. üzemeltette. A járműveket a Zugló kocsiszín adta ki.

## Története
1910-ben indult az Átlós út és az Erzsébet sósfürdő között ingajáratként, innen kapta a sósfürdői ingakocsi nevet. Ez volt akkor Budapesten a legnagyobb viszonylatszámmal jelölt villamos, útvonala pár száz méter volt. 1911-ben megszűnt.
1916-ban újraindult a 61-es villamos párjaként a Közvágóhíd – Lónyay utca – Ferenc József híd – Délivasút – Margit híd – Szabadság tér – Kálvin tér – Üllői út – Haller utca – Közvágóhíd útvonalon, útvonala ekkor több mint 10 kilométer hosszú volt. A két járat 1919. augusztus 15-én szűnt meg. 1920. április 26-án indultak újra, de útvonaluk 1923. január 1-jén módosult: a két járat a Népliget – Délivasút – Népliget útvonalon járt. 1926. július 12-én megszüntették.
1943. május 24-étől ismét járt: a 61-es villamos útvonala a Horthy Miklós körtér–Széll Kálmán tér szakaszra rövidült, ezért annak korábbi szakaszán, a  Nagyvárad tér és a Horthy Miklós körtér között indult újra. 1944. szeptember 9-én útvonala a Kelenföldi pályaudvarig hosszabbodott. November 11-étől ismét a körtérig járt és ezt követően még néhány hétig járta a főváros utcáit.
1946. augusztus 20-án újraindult a Nagyvárad tér – Szabadság híd – Krisztinaváros – Széll Kálmán tér útvonalon. A Margit híd átadásától kezdve (1948. augusztus 1.) a Szent János kórházig közlekedett. 1972. december 23-ától a Madách tér és a Nagyvárad tér között járt, 1973. november 18-ai megszűnéséig.
2000. szeptember 4-étől ismét járt 63-as jelzéssel villamos Budapesten: az új 3-as villamos terveinek köszönhetően új vágánykapcsolat épült a Nagy Lajos király útja–Erzsébet királyné útja kereszteződésében, így lehetővé vált ideiglenesen új járat létesítése. 2001. október 2-án szűnt meg, másnap már a hosszabb útvonalon közlekedő 3-as villamos járt helyette.

## Útvonala
| Örs vezér tere felé                                                                                                 | Mexikói út felé |
| --- | --- |
| Mexikói út vá. – Mexikói út – Erzsébet királyné útja – Nagy Lajos király útja – Örs vezér tere – Örs vezér tere vá. | Örs vezér tere vá. – Örs vezér tere – Nagy Lajos király útja – Erzsébet királyné útja – Mexikói út – Mexikói út vá. |

## Megállóhelyei
| 0  | Mexikói út végállomás                                 | 11 | Millenniumi Földalatti Vasút 1, 1A, 69 25, 25, 25A, 32 74, 74A                                                                 |
| 1  | Erzsébet királyné útja, aluljáró                      | 10 | 1, 1A, 69 67V 70 |
| 2  | Laky Adolf utca                                       | 9  | 69 67V |
| 3  | Nagy Lajos király útja (↓) Erzsébet királyné útja (↑) | 8  | 62, 69 32, 32, 67V |
| 4  | Czobor utca                                           | ∫  | 62 32, 32 |
| 5  | Kerékgyártó utca                                      | 7  | 62 32 |
| 6  | Bosnyák tér                                           | 6  | 62 7, 7, 24, 32, 32, 70, 73, 77, 173, Pólus                                                                                    |
| 7  | Szugló utca                                           | 5  | 62 32 82 |
| 8  | Egressy út                                            | 4  | 62 32, 32 77 |
| 9  | Jeszenák János utca                                   | 3  | 62 32 |
| 10 | Fogarasi út                                           | 2  | 62 32, 130 80 |
| 11 | Tihamér utca                                          | 1  | 62 32 |
| 12 | Örs vezér tere végállomás                             | 0  | Gödöllői és csömöri HÉV 13, 62 81, 82 31, 32, 32, 44, 44A, 45, 61, 61, 61E, 67, 76, 77, 85, 85, 131, 144, 168, Expo, Rákoskert |